# Écuras
Écuras es una comuna francesa situada en el departamento de Charente, en la región Nueva Aquitania.

## Demografía
| 838 | 776 | 686 | 634 | 628 | 557 | 576 |
| Para los censos de 1962 a 1999 la población legal corresponde a la población sin duplicidades (Fuente: INSEE [Consultar]) |     |     |     |     |     |     |